# Saknaden (film)
Saknaden (ryska: Нелюбовь, Neljubov) är en rysk dramafilm från 2017 i regi av Andrej Zvjagintsev, med Marjana Spivak och Aleksej Rozin i huvudrollerna. Den handlar om paret Zjenja och Boris som genomgår en skilsmässa, men måste samarbeta när deras son försvinner under ett av deras gräl.
Filmen hade premiär den 18 maj 2017 i huvudtävlan vid 70:e filmfestivalen i Cannes, där den vann Jurypriset. Den svenska premiären ägde rum den 6 april 2018. Filmen nominerades till Oscar för bästa icke-engelskspråkiga film vid Oscarsgalan 2018.

## Medverkande
- Marjana Spivak som Zjenja
- Aleksej Rozin som Boris
- Matvej Novikov som Aljosja
- Marina Vasiljeva som Masja
- Andris Keišs som Anton
- Aleksej Fatejev som samordnare